# 누룰 아민
누룰 아민(نورالامین‎, 1893년 7월 15일 ~ 1974년 10월 2일)은 파키스탄의 정치인, 전 총리이다. 방글라데시 독립 전쟁의 원인이 된 1970년 파키스탄 총선에서 동파키스탄지역에서 당선되었으며, 이는 치타공 구릉지대의 선거구에서 무소속으로 당선된 소수민족 후보 트리데브 로이와 함께 아와미 연맹이 이기지 못한 유이한 선거구가 되었다. 누룰 아민은 동파키스탄의 독립에 반대했고 파키스탄의 총리가 되었다.